# Rybí tuberkulóza
Rybí tuberkulóza je bakteriální onemocnění ryb. Projeví se pouze v případech, kdy jsou ryby oslabeny stresem anebo špatnými podmínkami chovu. Rybí tuberkulóza se projevuje nafouklým břichem, zježenými šupinkami nebo vypoulenýma očima. Léčit by se mělo léčit streptomycinem = antibiotikum (pouze u veterináře). Jednotlivá zvířata, která jsou napadena tuberkulózou, je třeba okamžitě odlovit do samostatných nádrží a akvárium důkladně vydezinfikovat. Tuberkulóza je přenosná i na člověka.